# 試製中戦車 チセ
試製中戦車 チセ（しせいちゅうせんしゃ チセ）は、第二次世界大戦時の大日本帝国陸軍が構想・計画した戦車である。

## 概要
日本陸軍は、チリ車の後にも新中戦車として、チセ車を計画した。
この目的は、技術者の設計能力および開発研究環境の維持のためである可能性が高い。
新型懸架装置の研究や、チリII型程度の車体に105ミリ級火砲を旋回砲塔に搭載することが研究されたが、詳細は不明である。

## 登場作品
『World of Tanks Blitz』
日本ティア8"重戦車"として研究可能